# Fosbergia shweliensis
Fosbergia shweliensis är en måreväxtart som först beskrevs av John Anthony, och fick sitt nu gällande namn av Deva D. Tirvengadum och Claude Henri Léon Sastre. Fosbergia shweliensis ingår i släktet Fosbergia och familjen måreväxter. Inga underarter finns listade i Catalogue of Life.